# César Constantin de Méan

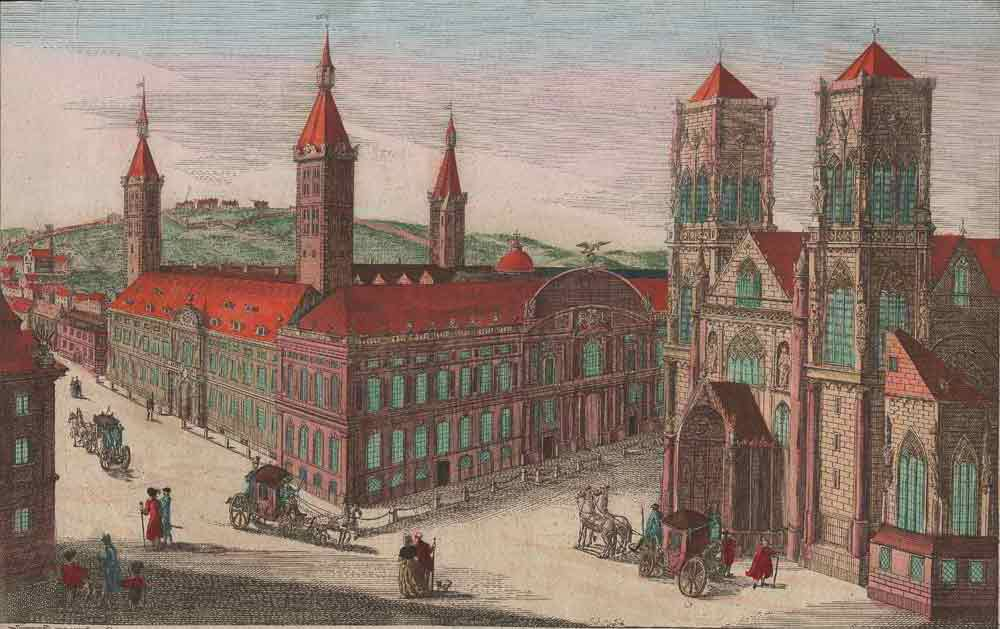
Sint-Lambertuskathedraal (Luik)

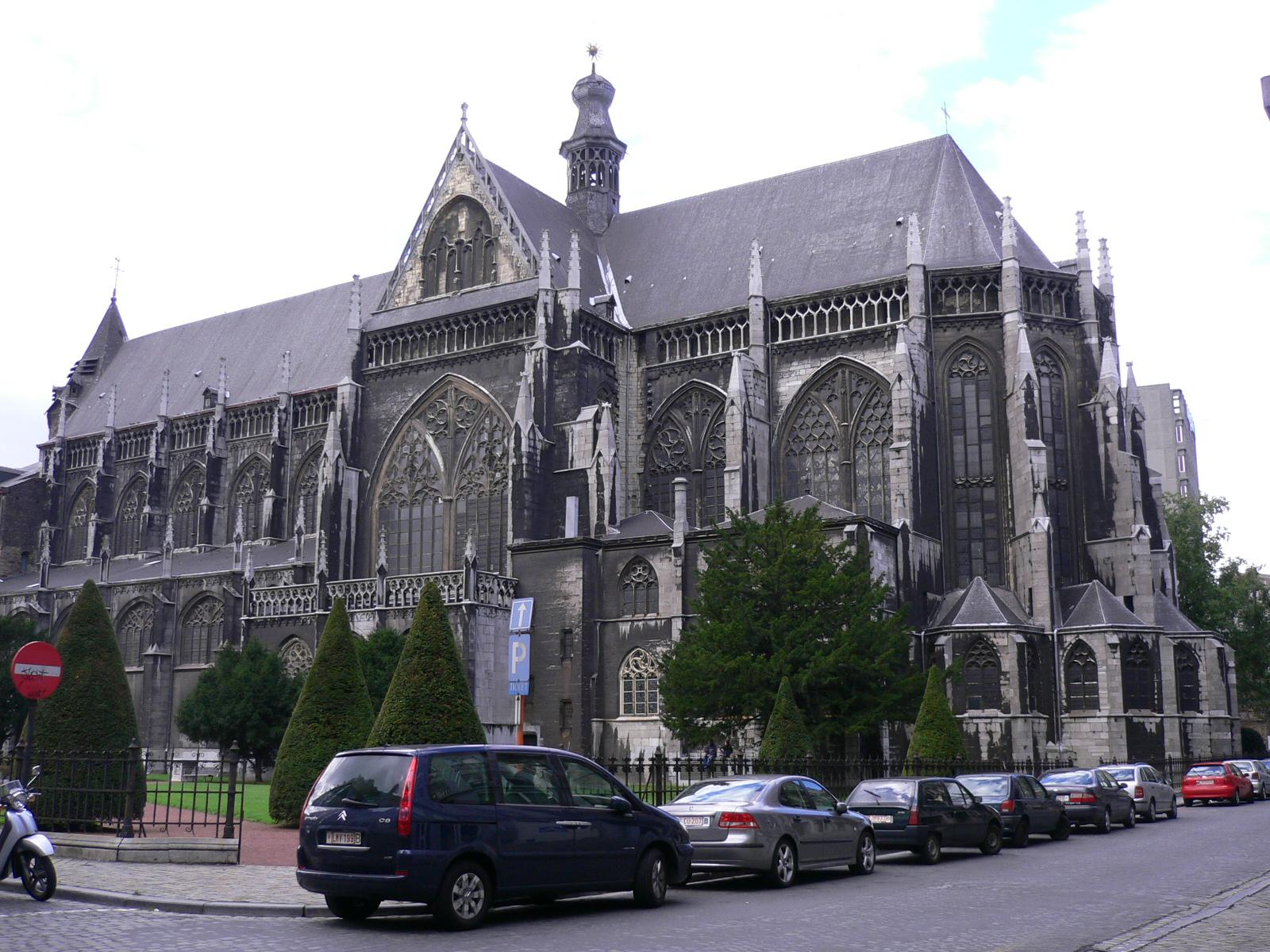
Sint-Jacobskerk (Luik)

César Constantin Marie graaf de Méan (Luik, 10 april 1759 - Mechelen, 19 juli 1833) was een Luiks en Nederlands staatsman.

## Biografie
César Constantin Marie, comte de Méan was de zoon van François Antoine (Frans) de Méan de Beaurieux graaf van Méan en Maria Elisabeth gravin van Hoensbroeck. Zijn oudere broer was prins Franciscus Antonius de Méan de Beaurieux (1756-1831), prins-bisschop van Luik van 1792 tot 1794. Tijdens het bewind van zijn broer was César de Méan grootkanselier van het prinsbisdom Luik, kanunnik van het kapittel van de Sint Lambertuskathedraal in Luik en proost van de Sint-Jacobskerk.. Ook was hij voorzitter van de Rekenkamer. Na de Luikse Revolutie van 1794 verloor hij zijn baan.
Tijdens het Verenigd Koninkrijk der Nederlanden zette De Méan zijn politieke carrière voort. César de Méan was van 22 april 1815 tot 13 juli 1815 lid van de Grondwetscommissie van het Koninkrijk der Nederlanden. Ook was hij lid van de Provinciale Staten van Luik en kamerheer van de koning, hetgeen hij tot 1830 bleef. Tijdens de Belgische Revolutie schaarde hij zich, in navolging van zijn broer, die toen aartsbisschop van Mechelen was, aan de zijde van de Belgische opstandelingen.
César de Méan overleed op 73-jarige leeftijd.

## Verwijzingen
1. ↑  C.C.M. graaf de Méan - Parlement & Politiek
2. 1 2  idem